# Altstadt (Königsberg)

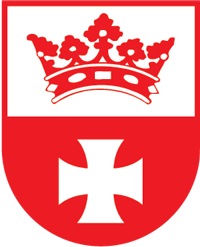
Altstadts Wappen

Die Altstadt war eine der drei Teilstädte von Königsberg in Preußen. Zu ihr gehörten im Jahr 1785 die Vorstädte Steindamm, Neuroßgarten, Laak nebst der Lastadie, die Lomse mit dem Weidendamm, das Königliche Schloss, Tragheim und ein Teil der Burgfreiheit. Die Altstadt bildete von 1255 bis 1701 mit der dort befindlichen Burg Königsberg die Residenz des Deutschordensstaates und des späteren Herzogtums Preußen. Daher waren Verwaltungseinrichtungen schon immer prägend für diese Stadt.

## Geschichte

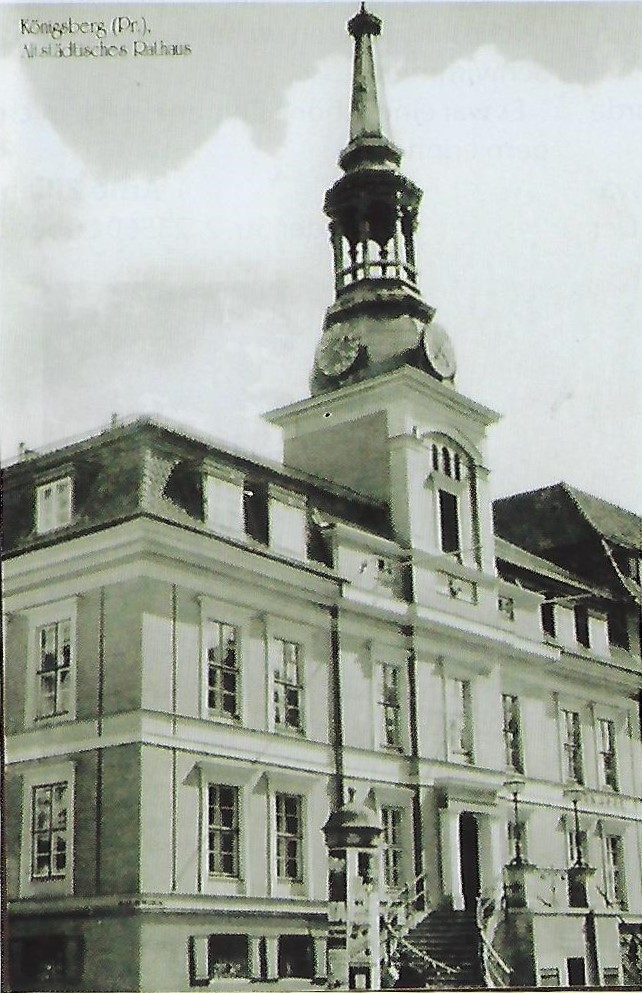
Altstädtisches Rathaus

1262 wurde die Stadt vom Prußenführer Nalube aus Quednau überfallen und niedergebrannt. Nachdem Nalube besiegt war, wurde die Stadt 1264 wiedererbaut. Wegen ihrer bequemen Lage, durch Mauern und Türme geschützt, wurde die Stadt von deutschen Handwerkern und Kaufleuten besiedelt und von seewärts kommenden Schiffen besucht. 1286 erhielt die Altstadt ihr erstes Privileg durch den Landmeister Konrad von Tierberg. Dieser älteste Stadtteil hieß zunächst nur Königsberg und wurde erst dann Altstadt genannt, als mit dem Löbenicht um 1300 die Neustadt entstanden war.
Der Steindamm ist neben dem Schloss der älteste bebaute Teil der Altstadt. Die Eigenmacht der Altstadt stieg nach der verlorenen Schlacht von Tannenberg des Ordens, und hin und wieder brach auch Gesetzlosigkeit aus, so als 1414 einige Bürger im Löbenicht Häuser abbrachen, angeblich, weil sie zu nah an der Stadtmauer standen. Schließlich musste der Hochmeister Küchmeister von Sternberg zustimmen, zwei Mitglieder der Altstadt in den Landesrat aufzunehmen. 1445 erhielten die Altstädter die Erlaubnis zum Bau der Hohen Brücke, damit sie nicht immer über den Kneiphof mussten.
Berühmt waren die Handwerkerfeste der Altstadt, die in barocker Pracht abgehalten wurden: das Schifferstechen, der Beiltanz der Zimmerleute, der Schwertertanz der Messerschmiede, die großen Striezel der Bäcker und die Lange Wurst der Fleischer. Der 1. Mai war der Festtag der Brauer und Mälzer, die mit ihren Frauen vom Kneiphöf’schen Gemeingarten durch alle drei Städte bis nach Maraunenhof zogen und dabei allerhand ausgelassene Scherze trieben. Am Himmelfahrtstag wurde im Schlosshof das Schmeckbierfest gehalten, das 1619 zum letzten Mal gefeiert wurde. Zum Jahrmarkt führten die Fleischer einen mit bunten Bändern geschmückten Ochsen durch die Stadt, um den dann im altstädtischen Gemeingarten gewürfelt wurde. Dieses Fest hat sich bis 1766 gehalten. Über die Fastnachtszeit klagte die Geistlichkeit über das „ärgerliche und heidnische Wesen, denn nicht allein dieselbige Zeit viel Geldes dem leidigen Satan zu ehren fressen, sauffen, spielen, Mummereien, mit singen umb die Worst, dadurch allerlei lose Gesindlein Geld zu sauffen samlet, und anderen Leichtfertigkeiten, nicht ohne schmerzen frommer und fleißiger Meister unnützlich verthan wird, sondern auch unser Christentumb gewehret und Gottes name bei den Widersachern, Calvinisten und Widerteuffern verlestert wird.“ Kleiderordnungen legten 1595 und 1606 bis ins kleinste fest, was jeder zu tragen habe, andere Verordnungen legten den Aufwand fest, der zu Hochzeiten, Leichenfeiern und anderen Festen getrieben werden durfte und wie lange sie dauern durften. 1639 konnten die Königsberger zum ersten Mal einen Elefanten sehen.
In der Altstadt die Macht,

im Kneiphof die Pracht

im Löbenicht der Acker,

auf dem Sackheim der Racker.

– Königsberger Vers
Heute befinden sich im Bereich der vormaligen Altstadt teilweise der Leninprospekt (früher Steindamm), der sogenannte Zentralplatz (ehemaliger Standort des Schlosses) und ausgedehnte Grünanlagen entlang des Pregelufers.

## Sakralbauten
Die Altstädtische Kirche St. Nikolaus wurde dem Patron der Seefahrer geweiht. Nach der Reformation wurde sie den in der Stadt lebenden Polen als Gotteshaus überlassen.
Das dem Heiligen Geist gewidmete Domkapitel (Alter Dom) in der Nachbarschaft wurde später in den Kneiphof verlegt.
Als Filialkirchen der Altstädtischen Pfarrkirche werden 1785 die Polnisch-lutherische Kirche und die Neuroßgärter Kirche angegeben. 1820 werden die zur Altstadt gehörigen Kirchen aufgezählt: Königliche Schloßkirche, Evangelische Pfarrkirche in der Altstadt, Evangelisch Polnische, die Neue Roßgärtsche, die Tragheimer, der Betsaal der evangelischen Brüder und die Mennonitenkirche an der Tränkgasse.